# La Lectura
La Lectura fue una revista publicada en Madrid entre 1901 y 1920.

## Descripción
Editada en Madrid y fundada en enero de 1901, fue dirigida por Francisco Acebal. En sus páginas participaron autores como Miguel de Unamuno, Adolfo A. Buylla, Adolfo Posada, Pedro Dorado, Rafael Altamira, Joan Maragall, José María González, Domingo Barnés, Leonardo Labiada, Julián Juderías, que llegaría a ser redactor jefe de la publicación, o Antonio Machado, que en abril de 1912 publicó en ella de forma independiente el romance La tierra de Alvargonzález, que luego apareció incluido en Campos de Castilla.
A partir de 1910 la revista comenzó a editar una serie de obras clásicas, Clásicos Castellanos, colección que se integraría en la editorial Espasa-Calpe en 1930.
La Lectura cesó su publicación en diciembre de 1920.